# Hans Grosheide

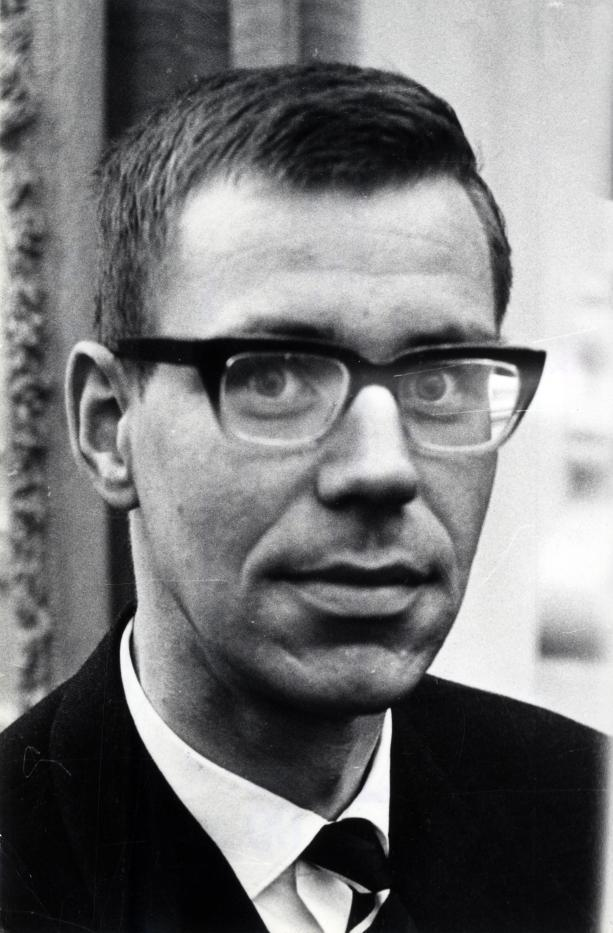
Hans Grosheide

Johan „Hans“ Hendrik Grosheide (* 6. August 1930; † 18. Dezember 2022 in Den Haag) war ein niederländischer Politiker der Anti-Revolutionaire Partij sowie des Christen-Democratisch Appèl (CDA), der unter anderem mehrere Jahre Staatssekretär im Bildungs- und Justizministerium sowie zwischen 1974 und 1978 Bürgermeister von Rijswijk war.

## Leben

### Studium, berufliche Laufbahn und Staatssekretär
Nach dem Besuch des Gereformeerd Gymnasium in Amsterdam begann Grosheide 1948 ein Studium der Rechtswissenschaften an der Freien Universität Amsterdam, das er im April 1954 abschloss. Im Anschluss war er von November 1954 bis September 1963 Vize-Sekretär beim Schulrat für die Bibelschulen und befasste sich dort insbesondere mit dem Unterricht an weiterführenden Schulen. Während dieser Zeit engagierte er sich außerdem in der ARP und war zwischen 1958 und 1963 sowohl Mitglied von deren Beratungskollegium als auch Sekretär der Unterrichtskommission dieses Parteigremiums.
Im September 1963 wurde er von Ministerpräsident Victor Marijnen zum Staatssekretär im Ministerium für Unterricht, Kunst und Wissenschaft in dessen Regierung berufen und war dort bis April 1965 für Unterrichtsangelegenheiten zuständig.
In der darauf folgenden Regierung von Ministerpräsident Jo Cals wurde er im April 1965 Staatssekretär im Ministerium für Bildung und Wissenschaft und übernahm dort die Verantwortung für die Bereich Grund-, Mittel- und Berufsschulausbildung, vorbereitenden wissenschaftlichen Unterricht und Leibesübungen. Dieses Amt bekleidete er auch in der anschließenden Regierung von Ministerpräsident Jelle Zijlstra sowie im Kabinett von Ministerpräsident Piet de Jong bis Juli 1971. Sein Onkel Wim Schut, ein jüngerer Bruder seiner Mutter, war im Kabinett de Jong Minister für Wohnungswesen und Raumordnung.
Bei den Parlamentswahlen im April 1971 wurde Grosheide als Kandidat der ARP zum Mitglied der Zweiten Kammer der Generalstaaten gewählt, legte sein Abgeordnetenmandat allerdings im Juli 1971 nieder, nachdem er von Ministerpräsident Barend Biesheuvel zum Staatssekretär im Justizministerium in dessen Kabinett ernannt worden war. Diese Funktion bekleidete er bis zum Ende von Biesheuvels Amtszeit am 11. Mai 1973 und war insbesondere zuständig für Ausländerangelegenheiten, Kinderschutz und Gefängniswesen.
Nach seinem Ausscheiden aus der Regierung wurde Grosheide am 8. Juni 1973 zum Kommandeur des Orden vom Niederländischen Löwen ernannt.

### Bürgermeister und Mitglied des Staatsrates
Am 1. Februar 1974 wurde Grosheide Bürgermeister von Rijswijk und übte dieses Amt vier Jahre bis zum 1. Juli 1978 aus. Zugleich war er von 1974 bis 1979 Vorsitzender der ARP-nahen Abraham Kuyper-Stiftung sowie von März 1976 bis Dezember 1977 Mitglied der Redaktion der von dieser Stiftung herausgegebenen Zeitschrift Antirevolutionaire Staatkunde.
Im Anschluss kehrte er im Juli 1978 in das Justizministerium zurück und übernahm dort bis Februar 1991 das Amt des Generaldirektors für Polizei und Ausländerangelegenheiten. Später war er noch von Februar 1992 bis Februar 1993 Koordinator für Europa- und Immigrationsangelegenheiten im Justizministerium sowie zeitweise auch Vize-Generalsekretär dieses Ministeriums.
Nach seinem Ausscheiden aus dem Ministerialdienst erfolgte am 1. Februar 1993 seine Ernennung zum Mitglied des Staatsrates (Raad van State) für besondere Aufgaben. Er gehörte diesem Verfassungsorgan zur Beratung der niederländischen Regierung bis zum 1. September 2000 an.